# Boaz (Alabama)
Boaz es una ciudad ubicada en los condados de Marshall y Etowah en el estado estadounidense de Alabama. En el año 2000 tenía una población de 7411 habitantes y una densidad poblacional de 233.8 personas por km².

## Geografía
Boaz se encuentra ubicada en las coordenadas 34°12′10″N 86°9′38″O / 34.20278, -86.16056. Según la Oficina del Censo, la localidad tiene un área total de 31,7 km² (12,2 mi²), de la cual 31,6 km² (12,2 mi²) es tierra y 0,1 km² (0 mi²) (0.10%) es agua.

## Demografía
Según la Oficina del Censo en 2000 los ingresos medios por hogar en la localidad eran de $25,699, y los ingresos medios por familia eran $34,018. Los hombres tenían unos ingresos medios de $29,504 frente a los $21,750 para las mujeres. La renta per cápita para la localidad era de $15,664. Alrededor del 18,7% de la población estaban por debajo del umbral de pobreza.